# Haconby
Haconby – wieś w Anglii, w hrabstwie Lincolnshire, w dystrykcie South Kesteven. Leży 49 km na południe od Lincoln i 146 km na północ od Londynu.
W 2001 miejscowość liczyła 448 mieszkańców.